# Lista över sörmlandsspelmän
Listan baserad på Lista över svenska folkmusiker och kategorierna sörmlandsspelmän.

## Västerhaninge socken
- Johan Erik Bergman.[1]

## Österhaninge socken
- Fredrik Eriksson (1875–).[1]

## Stenkvista socken
- David Mehlqvist (1854–).[1]

## Ärla socken
- Alfred Eriksson (1866–).[1]

## Flen
- Gustaf Persson[1]
- Emil Söderqvist [1]

## Floda socken
- Albert Boström[1]
- Carl Gustaf Axelsson (1892–1975).[1]

## Sköldinge socken
- Carl Erik Eriksson[1]
- Karl Rickard Ahlberg (1887–).[1]
- Anna Sofia Gustafsson (1863–).[1]

## Lerbo socken
- Gustaf Pettersson[1]

## Stora Malms socken
- Carl F. Persson (1864–).[1]

## Bettna socken
- Vilhelm Konrad Lindberg (1866–).[1]

## Björkviks socken
- Johan Albert Ekvall (1859–1943).[1]

## Ludgo socken
- Johan Edvard Andersson (1862–).[1]

## Lästringe socken
- Anders Andersson[1]

## Tystberga socken
- Axel Fredrik Bergström[1]

## Nyköping
- Johan Erik Lilja[1]

## Oxelösund
- Hjalmar Björklund[1]